# Эмпатическая забота
Эмпатическая забота — одна из форм эмпатии, состояние, переживаемое в ответ на страдания другого индивида, способствующее альтруистическому поведению, направленному на облегчение этого страдания и оказанию помощи. Включает в себя также заботу о чужом состоянии и попытки улучшить это состояние (например, утешение). Эмпатическая забота не является синонимом ни эмоциональной эмпатии, ни когнитивной эмпатии, но может быть вызвана этими процессами.

## Происхождение термина
Впервые термин «Эмпатическая забота» был введён Дэниелом Батсоном, как «ориентированная на других эмоция, вызванная и согласованная с воспринимаемым благополучием кого-то нуждающегося». Д. Батсон объясняет это определение следующим образом:

«Во-первых, „согласованность“ здесь относится не к конкретному содержанию эмоции, а к определенной валентности: положительной, когда воспринимаемое благополучие другого положительно, и отрицательной, когда воспринимаемое благополучие отрицательно. … В-третьих, согласно определению, эмпатическая забота — это не отдельная, дискретная эмоция, а целое созвездие. Она включает в себя сочувствие, сострадание, мягкосердечие, нежность, печаль, расстройство, огорчение, беспокойство и горе. В-четвертых, эмпатическая забота ориентирована на другого в том смысле, что она включает в себя чувство к другому — чувство симпатии, сострадания, сожаления, огорчения, беспокойства и т. д.»
Многие авторы, как и Д. Батсон, рассматривают эмпатическую заботу как эмоцию, однако в более широких теориях эмоций эмпатическая забота игнорируется. В литературе используются различные вариации этого термина и особенно популярны—возможно, даже более популярны, чем «эмпатическая забота»—сопереживание, сострадание или сочувствие, а в некоторых источниках она может называться просто эмпатией.

## Эволюционные аспекты
Большое количество исследований показывают, что и у других представителей млекопитающих наблюдаются поведенческие проявления, сходные с эмпатической заботой. Например, обезьяны демонстрируют успокаивающее поведение, или утешение, по отношению к одному из участников ранее произошедшего агрессивного инцидента. Аналогичное поведение наблюдается и у мышей.

## Развитие в онтогенезе
Считается, что эмпатическая забота возникает в процессе развития гораздо позже и требует большего самоконтроля, чем эмоциональное заражение или личностный дистресс. Исследования указывают на широкий ряд социальных способностей, которые дети демонстрируют в межличностных отношениях. Уже в возрасте 2 лет они имеют:
- когнитивную способность интерпретировать в простой форме физическое и психологическое состояние других;
- способность переживать эмоциональное состояние других;
- поведенческий репертуар, который допускает наличие попыток снизить дискомфорт у других.

Как личностные особенности, так и социальный контекст способствуют индивидуальным различиям в проявлении заботы о других. Была выдвинута гипотеза, что эмпатическая забота о других является одним из ключевых факторов, сдерживающих агрессию по отношению к другим.

## Вклад социальной психологии
Считается, что эмпатическая забота является источником альтруистической мотивации, направленной на уменьшение дистресса другого человека . Эмпирические исследования показали, что эмпатическая забота проявляется, когда человек ставит себя на место другого, нуждающегося в помощи человека. Исследование подчеркивает наличие различных эмоций, вызываемые при представлении ситуации с точки зрения себя или с точки зрения другого человека. Первое часто ассоциируется с личностным дистрессом (то есть чувством собственного дискомфорта и беспокойства), тогда как второе ведет к проявлению эмпатической заботы.

## Вклад социальной нейронауки
Социальная нейронаука исследует мозговые механизмы, лежащие в основе социальных процессов, в том числе и эмпатической заботы, используя интегративный подход, который объединяет биологический и социальный уровни. На основании исследований в качестве основных структур, участвующих в процессе эмпатической заботы, выделяют переднюю поясную кору (ACC), миндалину, вентральную часть полосатого тела и центральное серое вещество.
Также с помощью исследований функции миндалины было доказано, что при эмпатической заботе человек не полностью идентифицирует себя с объектом эмпатии, и может отделить чужой дистресс от своего собственного, что порождает мотивацию к целенаправленному оказанию помощи, то есть к альтруистическому поведению. Таким образом, можно сказать, что именно эмпатическая забота является источником истинного альтруизма (альтруизма, основанного на заботе) и является мотивационным компонентом эмпатии.
Кроме того, проявление эмпатической заботы также зависит от таких нейромедиаторов, как окситоцин и вазопрессин. Вазопрессин может быть также задействован в ситуациях, когда для более эффективного ответа требуется активная стратегия.